# Валери, Поль
Поль Валери́ (фр. Paul Valéry [ˈpɔl valeˈʁi]; полное имя — Амбруа́з Поль Туссе́н Жюль Валери́ (Ambroise Paul Toussaint Jules Valéry); 30 октября 1871 года, Сет, деп. Эро — 20 июля 1945 года, Париж) — французский поэт, эссеист, философ. Поль Валери известен не только своими стихами и прозой, но и как автор многочисленных эссе и афоризмов, посвящённых искусству, истории, литературе, музыке. В разные года был 12 раз номинирован на Нобелевскую премию по литературе.

## Биография
Поль Валери родился 30 октября 1871 года в Сете, небольшом городе на побережье Средиземного моря. Его отец был корсиканец, мать — родом из Генуи. Детство и юность Валери прошли в Монпелье, крупном городе неподалёку от Сета. Получив традиционное католическое образование, он изучал право в университете, а затем переехал в Париж, где и прожил почти всю жизнь. Там, в течение некоторого времени, он был близок к кругу поэта Стефана Малларме.
Был членом жюри вместе с Флоренс Майер Блюменталь при вручении Prix Blumenthal - гранта, который с 1919 по 1954 год присуждался молодым французским художникам, скульпторам, декораторам, граверам, писателям и музыкантам.

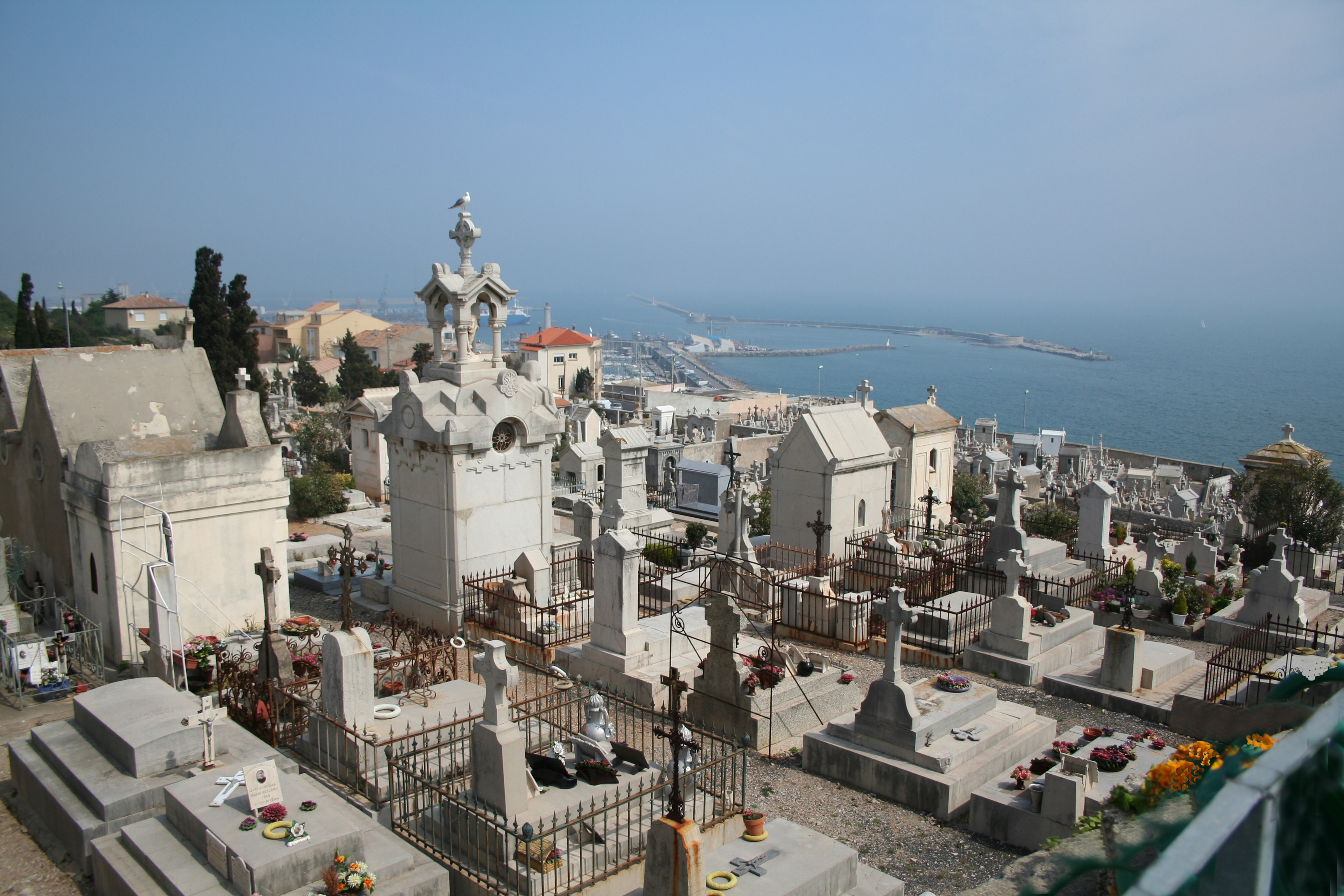
Кладбище у моря (Сет)

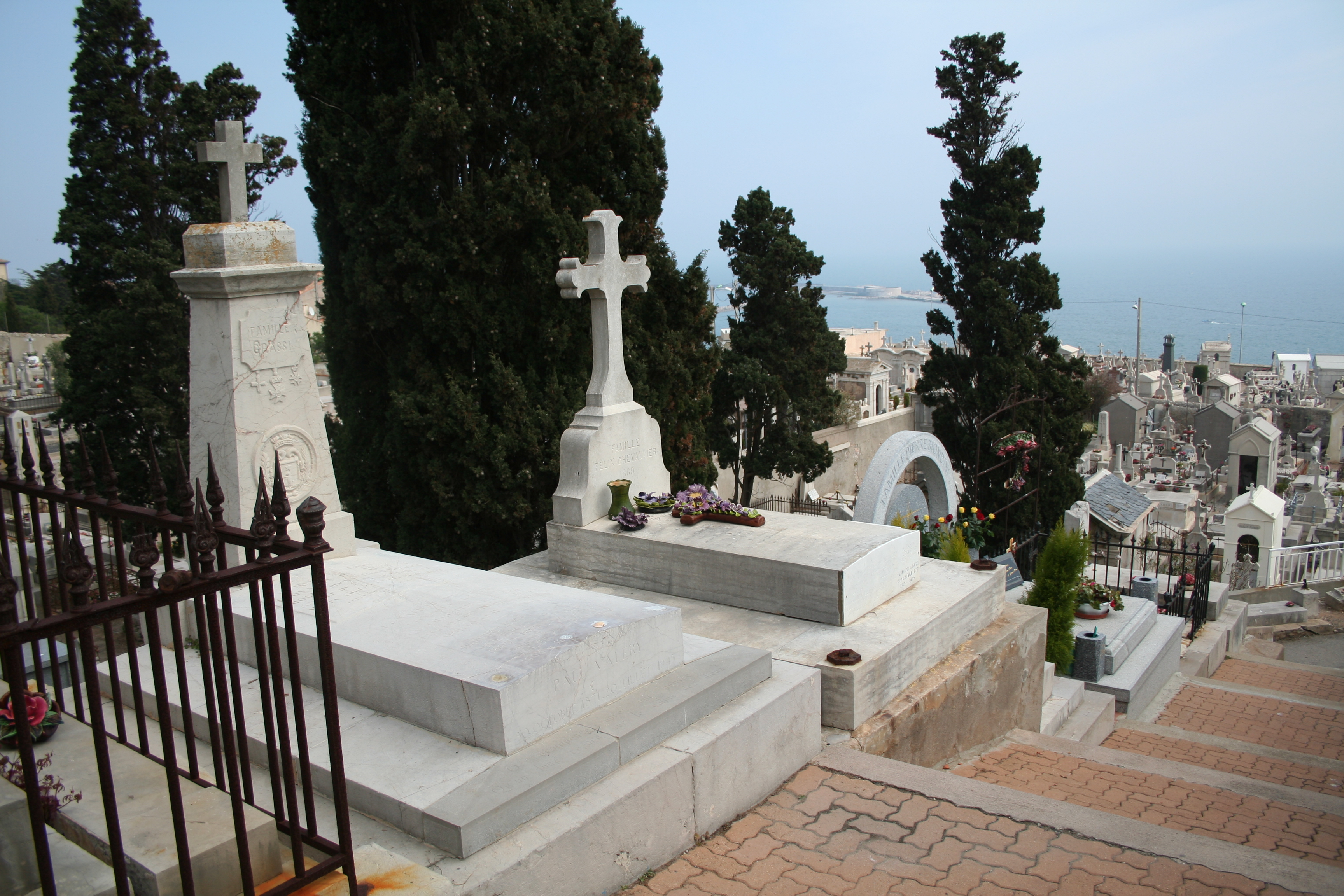
Надгробие Поля Валери на кладбище у моря в Сете

В Париже Валери некоторое время служил чиновником в Военном министерстве. Вскоре он нашёл себе другую работу, став личным секретарем Эдуара Лебе, бывшего директора агентства «Хавас». Здесь он проработал около двадцати лет, до самой смерти Лебе в 1922 году. Публиковаться Валери начал ещё в университете, но профессионально занялся литературой только в 1920-х годах. Валери пишет многочисленные эссе, предисловия к произведениям разных авторов, становится страстным оратором. В 1925 году его избирают во Французскую Академию. К этому времени, он уже известная личность во Франции. Он путешествует по Европе, дает лекции на культурные и социальные темы. В Лиге Наций он представляет культурные интересы Франции, и участвовал в нескольких заседаниях.
В 1931 году Валери основывает Международный колледж в Каннах, негосударственное учреждение, изучающее французский язык и культуру. Колледж действует и сейчас.
В 1932 году на немецком праздновании 100-летия со дня смерти Гёте он делает основной доклад. Поэту был близок Гёте — Валери разделял его любовь к науке (в особенности, к биологии и оптике).
Валери был членом Лиссабонской Академии наук, состоял в т. н. Национальном фронте писателей (Front national des Ecrivains). Во время Второй мировой войны Валери сняли с нескольких из этих должностей из-за его отказа сотрудничать с режимом Виши, но Валери все эти тяжёлые годы продолжал работать и публиковаться, оставаясь заметной фигурой во французской культурной жизни.
В 1900 году он женился на Жанни Гобийяр, племяннице Берты Моризо и подруге семьи Малларме. Свадьба была двойной церемонией: двоюродная сестра невесты, дочь Моризо, Жюли Мане, вышла замуж за художника Эрнеста Руара. У Валери и Гобийяр было трое детей: Клод, Агата и Франсуа.
Валери умер в Париже 20 июля 1945 года. Он был похоронен на кладбище в его родном Сете, о котором идёт речь в знаменитом стихотворении le Cimetière marin («Кладбище у моря»).

## Творчество
Детство Валери прошло под сильным влиянием символистов, главным образом Малларме и Бодлера. С 1890 года Валери, замкнувшийся в кругу собственных изысканных мыслей и живущий созерцательной жизнью эстета, пишет стихи, которые печатает для небольшого круга утончённых и элегантных модернистов. Его читатели были объединены изданиями — «La Conque», редактировавшимся Пьером Луисом, и «Le Centaure»; основателем последнего был сам Валери.
В ночь на 4 октября 1892 года во время сильного шторма Поль Валери пережил экзистенциальный кризис, который оказал огромное влияние на его писательскую карьеру. В конце концов, примерно в 1898 году он вообще прекратил писать и почти двадцать лет не публиковал ни слова. Отчасти этот перерыв был вызван смертью его наставника, Стефана Малларме. Когда в 1917 году Валери, наконец, нарушает свое «великое молчание» публикацией поэмы «La Jeune Parque» («Юная Парка»), ему было уже сорок шесть лет.
В 1920 году ранние опыты поэта были изданы в виде двухтомного собрания «Album de vers anciens». Следующий сборник «Charmes» («Чары») характеризует Валери нового периода — возврата к классицизму; он снова применяет чёткий десятисложник Малерба, забытый французами с XVII века. Провозглашение «чистой поэзии» является лозунгом новой французской эстетики, а диалогическая форма «Introduction à la méthode de Leonardo da Vinci» (Введение в метод Леонардо да Винчи), «La soirée avec M. Teste» («Вечер с господином Тэстом») и «Autre soirée avec M. Teste»; — по замыслу является реставрацией философических бесед Платона.
Несмотря на изысканную замкнутость своих стихотворных созерцаний, а может быть именно в силу того любопытства, которое возбуждало во французской интеллигенции это аристократическое отшельничество, случилось так, что анкета журнала «Connaissance» (Познание) дала Валери титул лучшего поэта современности.
Но помимо этого искусственного фактора — славы, добытой ажиотажем библиофилов-буржуа, Валери заслуживает внимания как совершенно исключительный мастер французского стиха, следующий музыкальной традиции символистов. В этой области его мастерство действительно не превзойдено, а сочетание этого мастерства с интеллектуальной ясностью и образностью делает Валери крупным явлением французской поэзии.
Чрезвычайная абстрактность Валери и то напряжение, которое требуется для восприятия его стихов, отвлекают читателя от жизни. Поэтому ничто так не характерно для вкусов эпохи, как избрание Валери членом Французской академии и предоставление ему кресла Анатоля Франса.
Полное собрание стихов Валери вышло в 1923 г. в издательстве Nouvelle Revue Francaise. Гослитиздат выпустил в конце 1936 г. сборник избранных его произведений (стихов и прозы).

### Публикации на русском языке
- [Стихи]// Б. Лившиц От романтиков до сюрреалистов. Антология французской поэзии. Л.: Время, 1934. С. 99 — 105.
- Избранное / Введ. и ред. А. Эфроса. М.: Художественная литература, 1936.
- Письмо госпожи Эмили Тэст // Французская новелла двадцатого века, 1900—1939. М.: Художественная литература, 1973. С. 183—195.
- Об искусстве / Изд. подг. В. М. Козовой. М.: Искусство, 1976. (Переизд. 1993)
- Избранные стихотворения / Сост., авт. предисл. и пер. Р. Дубровкина. — М. : Русский путь, 1992.
- Юная Парка: Стихи, поэма, проза. М.: Текст, 1994.
- [Стихи] // Семь веков французской поэзии в русских переводах. СПб: Евразия, 1999. С. 502—512.
- К платану // Французская поэзия: Антология / Пер. В. Козового. М.: Дом интеллектуальной книги, 2001. С. 150—152.
- Полное собрание стихотворений / Сост. и предисл. Е. Витковского. М.: Водолей Publishers, 2007.
- Собрание стихотворений / Пер. с франц. Алексея Кокотова. — М.: Водолей, 2014. — 160 с. — (Пространство перевода).
- Стихотворения. Poésies / Пер. с франц., сост. и послесл. Алексея Кокотова. — М.: Текст, сер. «Билингва», 2017—352 с.

## В популярной культуре
- Оскароносный мультипликационный фильм японского режиссёра Хаяо Миядзаки «Ветер крепчает» (2013) и одноимённый роман (на котором фильм был частично основан) берут свое название из стихотворения Поля Валери «Le vent se lève … il faut tenter de vivre!» («Крепчает ветер … Мы должны стараться жить!») «Le Cimetière marin» (Кладбище у моря)[6].
  - Эта же цитата используется в заключительных предложениях романа Энтони Берджесса «Вожделеющее семя» (1962).
  - Эта же цитата используется в заключительной серии дорамы "Убей меня, исцели меня" ( 2015) одним из героев,Ан Есопом,перед уходом.